# ГЕС Годо
ГЕС Годо (果多水电站) — гідроелектростанція на заході Китаю у провінції Тибет. Використовує ресурс із річки Zaququ, лівої притоки Меконгу.
У межах проекту річку перекрили греблею із ущільненого котком бетону висотою 83 метра, довжиною 236 метрів та шириною по гребеню 8 метрів. Вона утримує водосховище з об'ємом 79,6 млн м3 (корисний об'єм 17,5 млн м3) та припустимим коливанням рівня поверхні у операційному режимі між позначками 3413 та 3418 метрів НРМ.
Пригреблевий машинний зал обладнали чотирма турбінами типу Френсіс потужністю по 40 МВт, які забезпечують виробництво 832 млн кВт-год електроенергії на рік.